# Лесная (Гдовский район)
Лесна́я — деревня в Гдовском районе Псковской области России. Входит в состав Первомайской волости Гдовского района.
Расположена на юго-востоке района, в 67 км к юго-востоку от Гдова, в 16 км к юго-востоку от села Ямм и в 13 км к юго-западу от волостного центра, деревни Первомайская.

## Население
Численность населения деревни на 2000 год составляла 17 человек.